# Cecilia Vianini
Cecilia Vianini (Verona, 19 novembre 1976) è un'ex nuotatrice italiana.

## Carriera
Specializzata nelle distanze brevi dello stile libero, ha avuto successo nelle gare individuali in Italia vincendo 19 titoli nazionali ma ne ha avuto di più con le staffette, sia ai campionati nazionali che nelle gare con la squadra italiana con la quale ha nuotato in finale in tutte le più grandi manifestazioni. Esordì in nazionale ancora tredicenne nella Coppa Latina del 1990 e l'anno dopo fu convocata ai campionati europei di Atene, dove partecipò alle finali della 4 × 100 e 4 × 200 m stile libero arrivando sesta e quarta. A dicembre dello stesso anno vinse la sua prima medaglia europea ai campionati sprint di Gelsenkirchen: argento con la 4 × 50 m stile libero.
Nel giugno 1993 ai Giochi del Mediterraneo ha vinto due argenti, seconda nei 100 m dietro alla francese Catherine Plewinski e con la 4 × 100 m stile, preceduta dalla squadra francese. Quell'anno vinto anche i suoi primi titoli italiani e ha partecipato anche agli europei di Sheffield e a dicembre ai primi mondiali in vasca da 25 metri dove è stata semifinalista nei 50 m. Ai mondiali di Roma del 1994 è stata finalista con la 4 × 200 m, settima con Caterina Borgato, Francesca Salvalajo e Ilaria Tocchini, nonché sesta nella staffetta mista con Lorenza Vigarani, Manuela Dalla Valle e la Tocchini.
Ha vinto quattro titoli italiani nel 1995 ed è stata convocata alle universiadi di Fukuoka in cui è arrivata seconda con la 4 × 100 m stile dietro agli Stati Uniti. Campionessa dei 100 e 200 m agli assoluti del 1996, ha ottenuto la qualificazione per i Giochi Olimpici di Atlanta: eliminata in batteria nei 100 m, nell'unica staffetta portata dalla nazionale, quella mista, è entrata in finale con Lorenza Vigarani, Manuela Dalla Valle e Ilaria Tocchini.
Confermatasi campionessa italiana dei 100 e 200 m nel 1997, ha avuto un triplo impegno in nazionale; a giugno ai Giochi del Mediterraneo di Bari ha rivinto l'argento nella 4 × 100 m stile; ad agosto, prima agli europei di Siviglia, finalista in tutte le staffette, e subito dopo alle universiadi di Messina ha conquistato un argento e un bronzo con le staffette a stile libero. Il 1998 è stato meno fortunato, a gennaio ai mondiali di Perth è stata eliminata in batteria con la staffetta 4 × 100 m stile. Sempre con la 4 × 100 m stile ha partecipato a due finali agli europei in vasca da 50 m e da 25 m nel 1999: le medaglie invece sono arrivate alle universiadi, ancora argento nelle due staffette a stile libero.
Nel 2000 è tornata a vincere ai campionati italiani dopo tre anni e ha continuato ad avere successo in estate ai campionati europei, poiché le due staffette a stile libero sono arrivate entrambe seconde; la medaglia d'argento della 4 × 100 m è stata vinta da Cecilia, Luisa Striani, Sara Parise e Cristina Chiuso mentre in quella dei 200 hanno nuotato anche Striani, Parise e Sara Goffi. Le staffette sono state portate ai giochi Olimpici di Sydney di settembre, ottenendo la doppia qualificazione per le finali: ottava la 4 × 100 m con Parise, Striani e Cristina Chiuso; settima la 4 × 200 m con Parise, Striani e Goffi.
Il periodo di grande forma è proseguito per tutto il 2001, anno in cui ai campionati italiani ha vinto in tutto undici titoli; con la nazionale ai mondiali di luglio di Fukuoka è stata semifinalista nei 100 m individuali e ancora finalista con le staffette a stile libero, ottava con Luisa Striani, Cristina Chiuso e Sara Parise in quella corta e sesta con la stessa formazione in quella lunga. A settembre, a Tunisi la sua partecipazione ai Giochi del Mediterraneo le ha fruttato cinque medaglie: bronzo nei 50 e nei 200 m stile libero, argento con la staffetta 4 × 100 m mista e bronzo con quelle a stile libero.
L'anno dopo sono stati nove in tutto i titoli vinti: da notare che dagli invernali del 2000 a fine carriera nel 2004 ha vinto tutti e venti i titoli di staffetta a stile libero disputati ai campionati italiani in quel periodo. Sempre nel 2002 ai campionati europei di Berlino hanno avuto un altro esito: nei 200 m è stata la prima delle escluse alla finale ed entrambe le staffette a stile libero sono state squalificate in finale.
Ai campionati mondiali del 2003 a Barcellona è stata ancora finalista nella 4 × 100 m stile con Cristina Chiuso, Luisa Striani e Federica Pellegrini. Ha partecipato ai suoi ultimi europei a Madrid nella primavera del 2004 per poi essere convocata ai Giochi olimpici di Atene dove ha concluso la sua carriera senza però riuscire a nuotare in una finale olimpica.

## Palmarès
nota: questa lista è incompleta
| Giochi olimpici               | 50 m st. libero       | 100 m st. libero        | 200 m st. libero          | 4 × 100 m st. libero              | 4 × 200 m st. libero                | 4 × 100 m mista                  |
| 1996 Atlanta Stati Uniti      | ---                   | 24ª in batteria 57"17   | ---                       | ---                               | ---                                 | 8ª - 4'10"59 frazione: 56"43     |
| 2000 Sydney Australia         | ---                   | ---                     | ---                       | 8ª - 3'44"49 frazione: 55"96      | 7ª - 8'04"68 frazione: 1'59"46      | ---                              |
| 2004 Atene Grecia             | ---                   | ---                     | ---                       | 10ª - 3'44"88 frazione: 56"53     | 14ª - 8'15"30 frazione: 2'03"52     | ---                              |
| Campionati del mondo          | 50 m st. libero       | 100 m st. libero        | 200 m st. libero          | 4 × 100 m st. libero              | 4 × 200 m st. libero                | 4 × 100 m mista                  |
| 1994 Roma Italia              | 34ª in batteria 27"32 | ---                     | ---                       | ---                               | 7ª - 8'23"78 frazione: 2'06"97      | 6ª - 4'12"41 frazione: 57"83     |
| 1998 Perth Australia          | ---                   | ---                     | ---                       | 10ª - 3'49"02 frazione: 57"21     | ---                                 | ---                              |
| 2001 Fukuoka Giappone         | 24ª in batteria 26"11 | 10ª in semifinale 55"70 | elim. in batteria 2'02"15 | 8ª - 3'44"67 frazione: 55"86      | 6ª - 8'08"56 frazione: 2'01"59      | ---                              |
| 2003 Barcellona Spagna        | ---                   | ---                     | ---                       | 8ª - 3'48"18 frazione: 56"64      | 13ª - 8'13"18 frazione: 2'02"72     | ---                              |
| Mondiali in vasca corta       | 50 m st. libero       | 100 m st. libero        | ---                       | ---                               | ---                                 | ---                              |
| 1993 Palma di maiorca Spagna  | elim. in semifinale " | elim. in batteria 57"22 | ---                       | ---                               | ---                                 | ---                              |
| Campionati europei            | 50 m st. libero       | 100 m st. libero        | 200 m st. libero          | 4 × 100 m st. libero              | 4 × 200 m st. libero                | 4 × 100 m mista                  |
| 1991 Atene Grecia             | ---                   | ---                     | ---                       | 6ª - 3'50"73 frazione: 57"81      | 4ª - 8'19"46 frazione: 2'06"22      | ---                              |
| 1993 Sheffield Regno Unito    | 7ª in finale B 26"71  | ---                     | ---                       | ---                               | 5ª - 8'13"79 :                      | 4ª - 4'12"73 :                   |
| 1997 Siviglia Spagna          | ---                   | ---                     | ---                       | 7ª - 3'48"97 frazione: 57"05      | 8ª - 8'18"28 frazione: 2'03"20      | 4ª - 4'12"50 frazione: 56"81     |
| 1999 Istanbul Turchia         | ---                   | ---                     | elim. in batteria 2'03"89 | 6ª - 3'49"10 frazione: 56"92      | ---                                 | ---                              |
| 2000 Helsinki Finlandia       | ---                   | ---                     | ---                       | Argento: 3'45"31 frazione: 55"62  | Argento: 8'08"14 frazione: 2'01"85  | ---                              |
| 2002 Berlino Germania         | ---                   | 13ª in semifinale 56"17 | 9ª in semifinale 2'01"57  | squalificata (5ª) frazione: 55"27 | squalificata (7ª) frazione: 2'02"67 | 6ª - 4'10"38 frazione: 55"94     |
| 2004 Madrid Spagna            | ---                   | ---                     | ---                       | 5ª - 3'45"72 frazione: 56"22      | 7ª - 8'15"60 frazione: 2'04"21      | ---                              |
| Europei in vasca corta        | 50 m st. libero       | 100 m st. libero        | 200 m st. libero          | 4 × 50 m st. libero               | ---                                 | ---                              |
| 1991 Gelsenkirchen Germania   | ---                   | ---                     | ---                       | Argento: 1'44"26 :                | ---                                 | ---                              |
| 1996 Rostock Germania         | ---                   | elim. in batteria 57"34 | elim. in batteria 2'02"65 | 4ª - 1'45"05 frazione: 26"07      | ---                                 | ---                              |
| 1999 Lisbona Portogallo       | ---                   | ---                     | elim. in batteria 2'02"38 | 6ª - 1'42"25 frazione: 25"54      | ---                                 | ---                              |
| Giochi del Mediterraneo       | 50 m st. libero       | 100 m st. libero        | 200 m st. libero          | 4 × 100 m st. libero              | 4 × 200 m st. libero                | 4 × 100 m mista                  |
| 1993 Narbonne e Canet Francia | ---                   | Argento 57"53           | ---                       | Argento: 3'52"65 :                | ---                                 | ---                              |
| 1997 Bari Italia              | ---                   | 6ª "                    | 4ª "                      | Argento: 3'49"82 :                | ---                                 | ---                              |
| 2001 Tunisi Tunisia           | Bronzo 26"50          | squalificata "          | Bronzo 2'02"30            | Bronzo: 3'48"96 frazione: 55"64   | Bronzo: 8'17"17 frazione: 2'02"37   | Argento: 4'15"55 frazione: 56"33 |
| Universiadi                   | ---                   | 100 m st. libero        | 200 m st. libero          | 4 × 100 m st. libero              | 4 × 200 m st. libero                | 4 × 100 m mista                  |
| 1995 Fukuoka Giappone         | ---                   | ---                     | ---                       | Argento: 3'52"06 frazione: 58"31  | 4ª - 8'27"90 :                      | ---                              |
| 1997 Messina Italia           | ---                   | 9ª "                    | 12ª "                     | Argento: 3'51"37 :                | Bronzo: 8'27"11 :                   | 5ª - :                           |
| 1999 Palma di Maiorca Spagna  | ---                   | 6ª 57"52                | 12ª "                     | Argento: 3'49"32 :                | Argento: 8'18"11 :                  | 4ª - 4'16"68 :                   |

Altri risultati
Coppa latina (vengono elencate solo le gare individuali)
- 1995, Belo Horizonte: 50 m stile libero: bronzo, 27"06

### Campionati italiani
19 titoli individuali e 30 in staffette, così ripartiti:
- 4 nei 50 m stile libero
- 9 nei 100 m stile libero
- 6 nei 200 m stile libero
- 4 nella staffetta 4 × 50 m stile libero
- 10 nella staffetta 4 × 100 m stile libero
- 9 nella staffetta 4 × 200 m stile libero
- 7 nella staffetta 4 × 100 m mista

nd = non disputata
| Anno | Edizione    | st.libero 50 m | st.libero 100 m | st.libero 200 m | st.libero 4×50 m | st.libero 4×100 m | st. libero 4×200 m | mista 4×50 m | mista 4×100 m |
| ---- | ----------- | -------------- | --------------- | --------------- | ---------------- | ----------------- | ------------------ | ------------ | ------------- |
| 1991 | Estivi      | 3              | 2               | -               | nd               | -                 | -                  | nd           | -             |
| 1992 | Primaverili | 3              | -               | -               | nd               | -                 | -                  | nd           | -             |
| 1993 | Primaverili | 2              | -               | -               | nd               | -                 | -                  | nd           | -             |
| 1993 | Estivi      | 2              | 2               | 1               | nd               | 3                 | 1                  | nd           | 1             |
| 1994 | Estivi      | -              | -               | -               | nd               | 3                 | 3                  | nd           | -             |
| 1995 | Primaverili | 1              | 1               | -               | nd               | 2                 | -                  | nd           | 1             |
| 1995 | Estivi      | 3              | 2               | -               | nd               | 1                 | -                  | nd           | 3             |
| 1996 | Primaverili | -              | 2               | 2               | nd               | -                 | -                  | nd           | -             |
| 1996 | Estivi      | 2              | 1               | 1               | nd               | -                 | -                  | nd           | -             |
| 1997 | Primaverili | 2              | 1               | 1               | nd               | -                 | -                  | nd           | -             |
| 1997 | Estivi      | -              | 2               | 1               | nd               | -                 | -                  | nd           | -             |
| 1998 | Primaverili | -              | -               | 3               | nd               | -                 | -                  | nd           | -             |
| 1998 | Invernali   | -              | -               | 3               | nd               | -                 | -                  | nd           | -             |
| 1999 | Primaverili | 3              | 2               | 2               | nd               | -                 | -                  | nd           | -             |
| 2000 | Primaverili | 2              | 1               | 3               | nd               | 1                 | 3                  | nd           | 3             |
| 2000 | Estivi      | -              | -               | 2               | nd               | 3                 | -                  | nd           | -             |
| 2000 | Invernali   | -              | -               | -               | 1                | nd                | nd                 | -            | nd            |
| 2001 | Primaverili | 1              | 1               | 2               | nd               | 1                 | 1                  | nd           | 1             |
| 2001 | Estivi      | 1              | 1               | 1               | nd               | 1                 | 1                  | nd           | 2             |
| 2001 | Invernali   | -              | 3               | -               | 1                | nd                | nd                 | 2            | nd            |
| 2002 | Primaverili | 2              | 1               | 2               | nd               | 1                 | 1                  | nd           | 1             |
| 2002 | Estivi      | 2              | 1               | 1               | nd               | 1                 | 1                  | nd           | 2             |
| 2002 | Invernali   | 2              | -               | -               | 1                | nd                | nd                 | 2            | nd            |
| 2003 | Primaverili | 3              | 2               | -               | nd               | 1                 | 1                  | nd           | 1             |
| 2003 | Estivi      | 1              | 1               | -               | nd               | 1                 | 1                  | nd           | 1             |
| 2003 | Invernali   | -              | -               | -               | 1                | nd                | nd                 | -            | nd            |
| 2004 | Primaverili | 3              | 2               | -               | nd               | 1                 | 1                  | nd           | -             |
| 2004 | Estivi      | 3              | 2               | -               | nd               | 1                 | 1                  | nd           | 1             |